# 오페라 코미크 (장르)
오페라 코미크(Opéra comique)는 오페라에서 대화를 포함하는, 프랑스의 오페라 장르이다.
프랑스의 오페라 코미크는 보드빌이라고 하는 간단한 속요를 혼합시킨 보드빌 코미디에서 생겼으며 극시인인 샤를 파바르에 의하여 수준 높은 코미디로 발전했다. 1752년 페르골레시의 <마나님이 된 하녀>가 파리에서 상연된 뒤부터 이탈리아와 프랑스 음악의 미의 우열에 대해 유명한 '광대 논쟁(buffon論爭)'이 일어났다. 1750년 이후 루소의 <마을의 예언자>를 효시로 하여 오페라 코미크는 독자적인 장르로서 발전, 그 뒤 두니, 피리돌, 몽시니 등의 작품이 속속 등장하였다. 그것들은 농민의 생활을 서정적으로 다룬 것을 테마로 하였고 앙상블의 중시(특히 곡의 끝을 유절형식의 노래에 리프레인을 붙여 연결하는 보드빌 피날레), 오케스트라의 교묘한 정경묘사가 특색이다. 그리고 그레트리가 간결한 구성, 서정적인 멜로디 등으로 18세기 오페라 코미크의 대표적 작곡가가 되었다.
안이하고 더구나 독일 징슈필의 경우처럼 프랑스적인 감정에서 생겨났던 오페라 코미크는 저절로 프랑스 사람의 창작 대상이 되어 많은 작품이 탄생했다. 첫째로 이탈리아에 유학한 이즈르가 오페라 부파의 내용에서 많은 것을 흡수한 작품을 발표하였다. <지오콘다>, <센도리온> 등의 작품에서는 이탈리아풍의 코로라툴라나 프랑스의 오페라 양식 같은 것이 다채롭게 융합하고 있다. 보아엘 듀는 케루비니와 메유르, 로시니의 양극에 화해의 선을 긋는 작곡가라고 하나, 1880년경까지 <장 드 파리(파리의 장)>, <라 다메 블랑슈(흰옷의 부인)> 등을 작곡하여 오페라 부파에 필적할 만한 오페라 코미크를 확립했다. 이 보아엘 듀의 흐름을 이어 오베르(1782-1871)도 <르 메송>, <마농 레스코> 등의 걸작을 포함하는 약 37곡의 오페라 코미크를 썼다. 그들 외에는 L.J.F.에로르나, A.아담도 당시의 주요 작곡가라 하겠다.

## 같이 보기
- 오페라
- 오페라 부파
- 징슈필